# スカーレット・ヨハンソン
スカーレット・ヨハンソン（Scarlett Johansson, [dʒoʊˈhænsən]、1984年11月22日 - ）は、アメリカ合衆国の女優。多くのヒット作品に出演し、出演した映画の興行収入は累計53億ドル（約8300億円)で歴代4位となる。演技力が高く評価され、ボストン批評家協会の最優秀女優賞などを受賞し、トニー賞演劇主演女優賞、BAFTA賞女優賞、アカデミー賞2部門、ゴールデングローブ賞5部門など多くにノミネートされる。

## 来歴
米国のニューヨーク州ニューヨーク市で、デンマーク系の父と東欧系ユダヤ人移民の母の間に、双子の姉として生まれた。名前は『風と共に去りぬ』のスカーレット・オハラに依る。父親はデンマーク系の建築家であるカーステン、母親はアシュケナジム・ユダヤ系の映画製作者のメラニー。このほかに、姉ヴァネッサ、兄エイドリアン、双子の弟ハンター、異母兄弟のクリスチャンがおり、2010年にメラニーがエチオピアから養子を引き取ったことで現在は6人兄弟。両親の出会いの地はデンマークで、自身もデンマーク国籍を有している。13歳の時に両親は離婚、ニューヨークとロサンゼルスを行き来する生活をしていた。一時期は生活に困窮し、貧困者向けフードチケットを利用した。2002年にプロフェッショナル・チルドレン・スクールを卒業した。

### 女優
幼い頃から演劇教室（リーストラスバーグ・シアターインスティテュート・フォー・ヤングピープル）に通い、8歳のときにオフ・ブロードウェイの舞台『Sophistry』でデビュー。1994年『ノース 小さな旅人』で映画デビュー。1996年『のら猫の日記』でインディペンデント・スピリット賞主演女優賞にノミネート、『ゴーストワールド』でトロント映画評論家協会の助演女優賞を受賞し、注目を浴びた。1998年にはロバート・レッドフォード監督作『モンタナの風に抱かれて』で国際的な評価を得る。

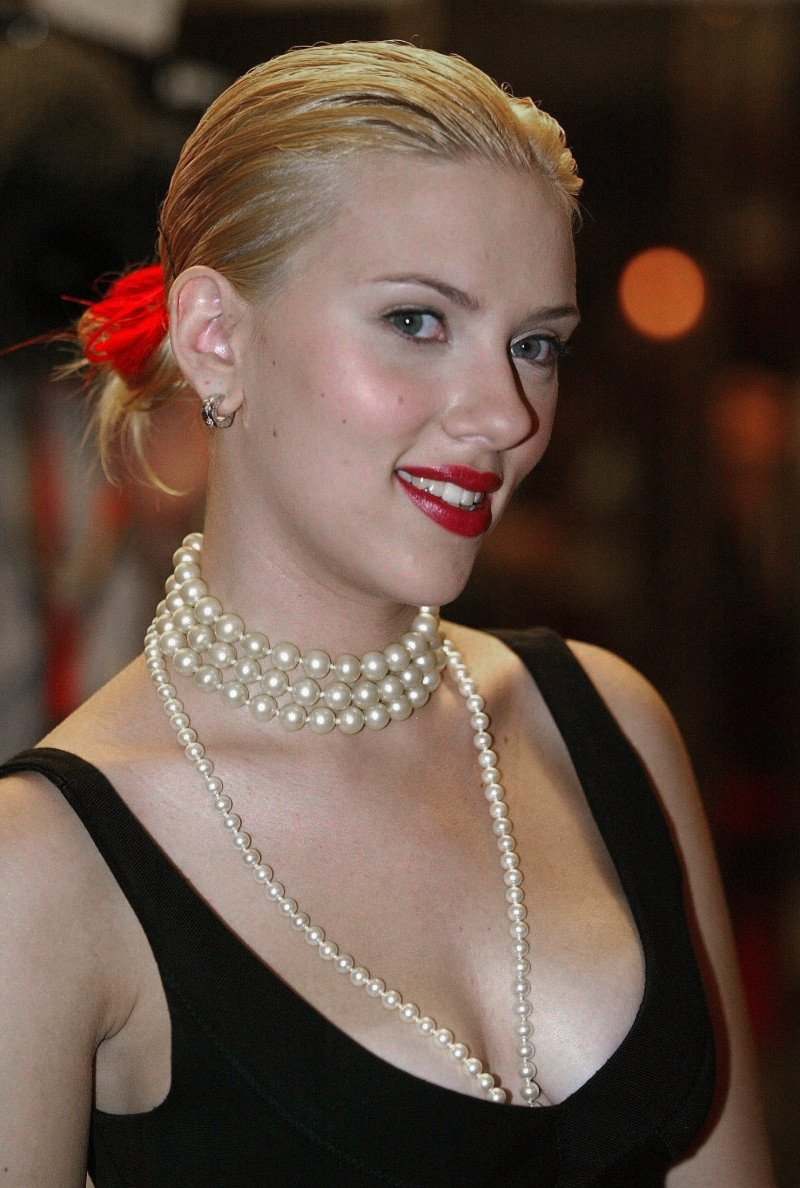
2003年、トロント国際映画祭にて

2003年に、『ロスト・イン・トランスレーション』と『真珠の耳飾りの少女』で演技が評価されてヴェネツィア国際映画祭ブレイク女優賞やロサンゼルス映画批評家協会賞ニュー・ジェネレーション賞を受賞、英国アカデミー賞では両作品で主演女優賞のダブル候補となり、前者の作品で共演のビル・マーレイとともに受賞。ゴールデングローブ賞においても前者の作品でミュージカル・コメディ部門に、後者の作品でドラマ部門にノミネート。
2004年公開『ママの遺したラヴソング』でゴールデングローブ賞 主演女優賞（ドラマ部門）にノミネート。
2005年に『アイランド』で初のサマーシーズンの大作映画でユアン・マクレガーと共に主演を務めるが、作品は興行的に奮わず失敗作となり、フィルムメーカーから失敗の責任を押し付けられた。同年公開のウディ・アレン監督作『マッチポイント』がスマッシュヒットし、ゴールデングローブ賞 助演女優賞にノミネート。以後、アレンの監督作の常連となる。
2006年にトム・クルーズ主演『M:i:III』に出演を予定したが製作が遅延して降板した。クルーズにサイエントロジー入信を迫られたためとも報道された。演じる予定の役柄はケリー・ラッセルが起用された。同年公開された『ブラック・ダリア』では批評家からミスキャストと評された。
2010年1月にアーサー・ミラーの戯曲『橋からの眺め』でブロードウェイデビューを果たし、トニー賞演劇助演女優賞を受賞。
2010年、スケジュールの都合で降板したエミリー・ブラントの代役として『アイアンマン2』にナターシャ・ロマノフ / ブラック・ウィドウ役で出演した。メインキャストとして出演した2012年の『アベンジャーズ』が世界興行収入歴代3位（当時）の15億ドルを超える特大ヒットとなり、2015年の『アベンジャーズ/エイジ・オブ・ウルトロン』も14億ドルを突破する。ヨハンソンはセクシー＆グラマーな美しいスパイを演じて人気を集め、一躍ブロックバスター映画のスターダムに躍り出た。ヨハンソンの主演作は早くから企画されたが実現せず、2019年7月に開催されたコミコン・インターナショナルで、正式に単独作『ブラック・ウィドウ』が公開されることが発表された。制作としてもマーベル・スタジオのタイトル未定の新作にも取り組んでいる。

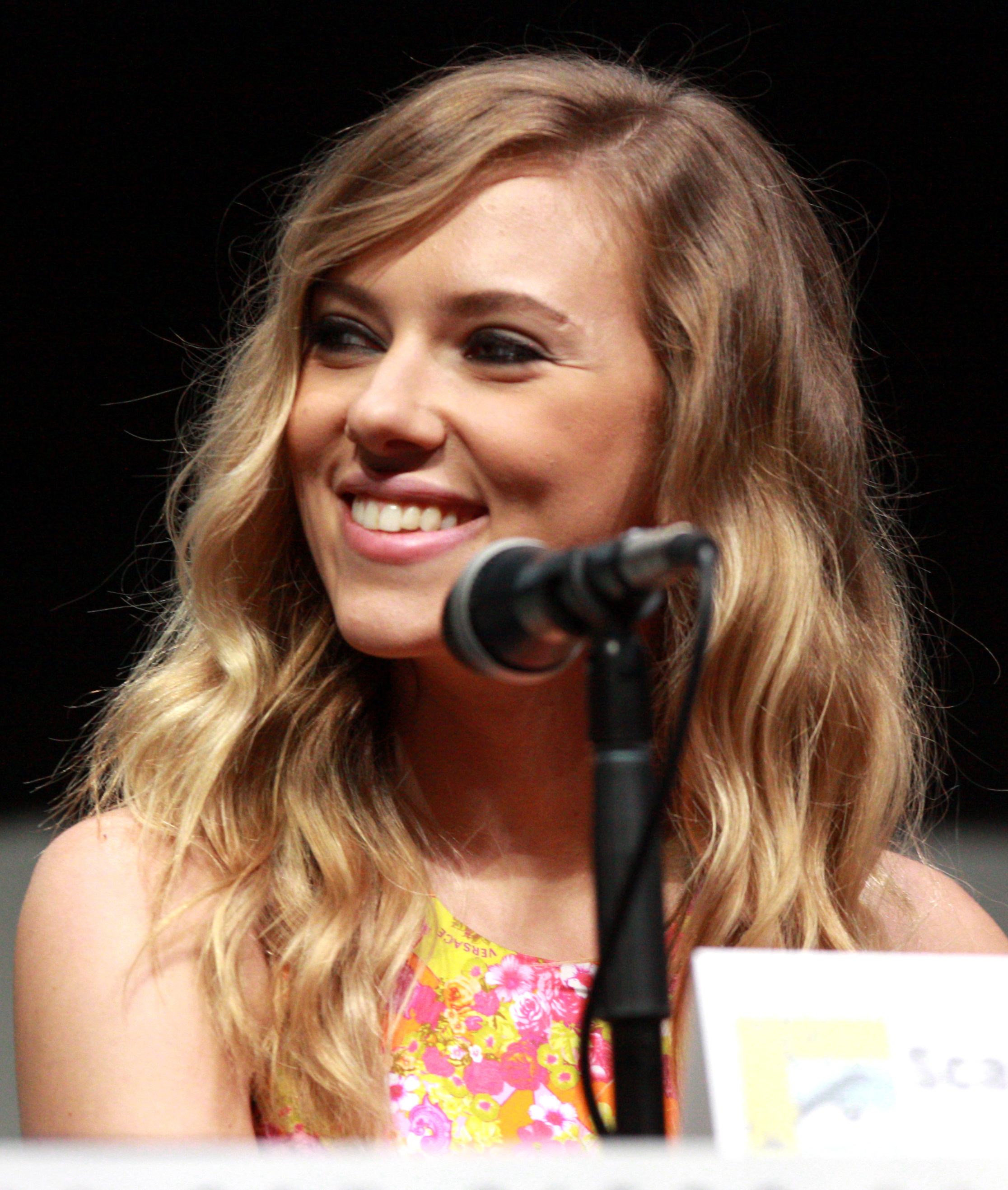
2013年、サンディエゴ・コミコンにて

2013年公開の映画『her/世界でひとつの彼女』では主人公が恋をする人工知能型OS・サマンサの声を演じ、声のみの出演にもかかわらず、クリティクス・チョイス・アワード助演女優賞にノミネートされるなど高い評価を得た。

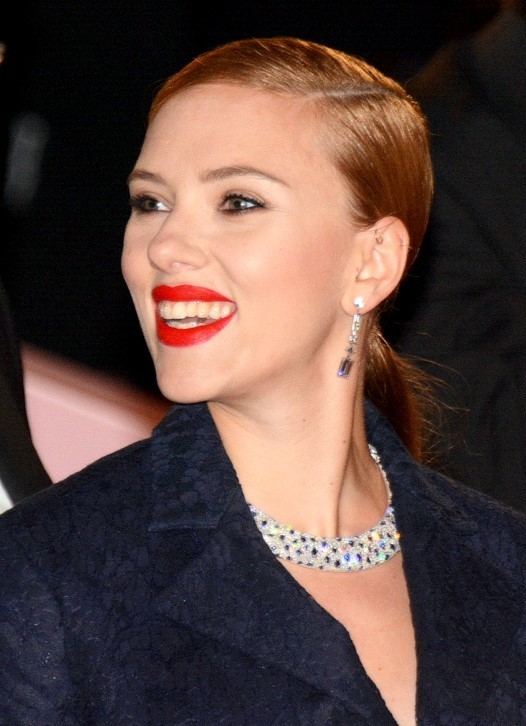
2014年、第39回セザール賞にて

2016年、映画興行情報サイトのBOX Office Mojoが発表した「史上最も興業収益を上げた俳優・女優ランキング」で、10位、女優で1位を獲得するなど、美貌と実力を兼ね備えたハリウッド女優として着実なキャリアを築いている。
2019年公開の映画『マリッジ・ストーリー』、『ジョジョ・ラビット』ではアカデミー賞・英国アカデミー賞のそれぞれ主演女優賞・助演女優賞にダブルノミネートされた。

### 音楽
2007年4月27日にカリフォルニア州インディオで行われた野外ロックフェス「Coachella Music Festival」でジーザス&メリーチェインのライブに特別出演した。
2008年5月20日にトム・ウェイツの楽曲10曲をカバーしたアルバム『レイ・マイ・ヘッド』で歌手デビューした。同アルバムはデヴィッド・ボウイもボーカルで参加している。アメリカのビルボードチャートで初登場126位、イギリスのアルバムチャートで初登場63位を記録。

### その他の活動
2004年からルイ・ヴィトン、2006年からロレアル、それぞれの広告に起用されている。2006年にスポーツ用品ブランドリーボックと「Scarlett  "Hearts" Rbk」 の共同開発を含めてパートナー契約する。
2008年12月11日のノーベル平和賞コンサートの司会を俳優のマイケル・ケインとともに務めた。

## 人物・信条
初期の作品では実年齢より上の役を配役されており、十代の自分とのギャップに悩んだ。また同時期以降、「セクシャルな女優」と（アメリカ社会にありがちな）レッテル貼りされた自分の女優としてのイメージとキャリアと、実際の自分とのギャップに悩んだ、と後年語っている。
過去に野球選手のデレク・ジーターや俳優のジャレッド・レトやベニチオ・デル・トロ、『ブラック・ダリア』で共演したジョシュ・ハートネットと交際していた。ミュージック・ビデオに出演したことにより仲を噂されたジャスティン・ティンバーレイクとのことは、否定している。
2007年からは俳優のライアン・レイノルズと交際し、2008年5月5日に婚約、同年9月27日にカナダ・バンクーバー郊外で結婚。2010年12月、離婚した。夫婦関係の悪化によるものでは無いとしており共に慰謝料は求めず、離婚後も仲良く食事をする様子などが目撃されている。離婚の理由について、「片方がより成功してしまうと関係が複雑化するの」と語っている。
2012年からフランス人ジャーナリストのロマン・ドリアックと交際を始め、2013年に婚約し2014年に結婚、9月に女児を出産した。代理人が4日確認した。女児はニューヨーク市内で誕生し、ローズ・ドロシーと名付けられた。2017年離婚。
2020年にアメリカのコメディ番組サタデー・ナイト・ライブのヘッドライター（主任脚本家）であり同番組の名物コーナー「ウィークエンド・アップデート」でホストを務めるコリン・ジョストと結婚した。ジョストとの間に男児が1人いる。
ヨハンソン自身はユダヤ人だが、無神論者である。

### チャリティー
オックスファムとチャリティー活動を行っている。2007年8月にがんの予防や治療法を研究する団体へのチャリティ目的として、ネックレスのチャームをデザインした。2008年3月には映画『そんな彼なら捨てちゃえば?』のプレミアでスカーレットをエスコートする権利のチャリティーオークションがかけられ、約US $40,100ドル（約405万円）で落札された。収益はオックスファムに寄付される。2014年1月にはイスラエル製品のソーダストリーム広告塔となったことによりオックスファム親善大使を辞任し、パレスチナ支援者から大きな非難を招いた。

### 政治上の支持
民主党支持者で、2004年の大統領選挙でジョン・ケリー候補を支持し、2008年の大統領選挙でバラク・オバマを支持し、2008年1月2日にアイオワ州でオバマの推進運動に参加した。ウィル・アイ・アムがオバマ候補を応援する歌「Yes We Can」のミュージック・ビデオに出演した。2024年の大統領選挙ではカマラ・ハリス候補を支持した。

### 中絶推進団体を支持
アメリカ人工妊娠中絶推進（プロチョイス）団体のプランド・ペアレントフッド（全米家族計画連盟）PRビデオに出演している。

## エピソード
- 2011年に、所有するiPhoneがハッキングされて保存していたヨハンソンのものとみられ尻などが確認できるヌード写真が流出した[31][32][33]。FBIの捜査でフロリダ州在住の男性が逮捕された[34]。
- 2021年7月29日に主演する新作映画『ブラック・ウィドウ』の公開方法を巡り、契約違反で配給する米ウォルト・ディズニーを提訴した[35]。同年9月30日に和解の成立が発表された[36]。
- 2024年にOpenAI社が公開した「ChatGPT」のアシスタント音声がヨハンソンに酷似と話題になる。ヨハンソンは、同社から音声を使用できないかと打診があったが拒否してたことを明らかにした[37]。報道後にOpenAIは音声の提供を一時停止し、のちに別の声に変更する[38]。

## フィルモグラフィ

### 映画
| 年   | 題名                                                                            | 役名                                      | 備考 | 吹き替え                                            |
| ---- | ------------------------------------------------------------------------------- | ----------------------------------------- | --- | --------------------------------------------------- |
| 1994 | ノース 小さな旅人 North                                                         | ローラ・ネルソン                          | | 不明                                                |
| 1995 | 理由 Just Cause                                                                 | ケイト・アームストロング                  | 岡村明美（ソフト版） 高橋千晶（テレビ東京版） |                                                     |
| 1996 | 失恋セラピスト If Lucy Fell                                                     | エミリー                                  | 日本劇場未公開 |                                                     |
| 1996 | のら猫の日記 Manny & Lo                                                         | アマンダ “マニー”                         | |                                                     |
| 1997 | Fall                                                                            | 少女                                      | N/A |                                                     |
| 1997 | ホーム・アローン3 Home Alone 3                                                  | モリー・プルイット                        | 佐藤ゆうこ（ソフト版） 折笠富美子（フジテレビ版） 鈴木梨央（日本テレビ版）                                                                         |                                                     |
| 1998 | モンタナの風に抱かれて The Horse Whisperer                                      | グレース・マクレーン                      | 坂本真綾 |                                                     |
| 1999 | ジョージ My Brother the Pig                                                     | キャシー・コールドウェル                  | 日本劇場未公開 | 不明                                                |
| 2001 | バーバー The Man Who Wasn't There                                               | レイチェル・“バーディ”・アバンダス        | | 浅野まゆみ                                          |
| 2001 | ゴーストワールド Ghost World                                                    | レベッカ                                  | | 浅野まゆみ                                          |
| 2001 | アメリカン・ラプソディ An American Rhapsody                                     | ジュジー / スーザン・サンドール           | 日本劇場未公開 | 豊嶋真千子                                          |
| 2002 | スパイダー パニック! Eight Legged Freaks                                        | アシュリー・パーカー                      | | 浅野まゆみ（ソフト版） 小笠原亜里沙（テレビ東京版） |
| 2003 | ロスト・イン・トランスレーション Lost in Translation                            | シャーロット                              | 英国アカデミー賞 主演女優賞受賞 ゴールデングローブ賞 主演女優賞（ミュージカル・コメディ部門）ノミネート                                            | 斉藤梨絵                                            |
| 2003 | 真珠の耳飾りの少女 Girl with a Pearl Earring                                    | グリート                                  | ゴールデングローブ賞 主演女優賞（ドラマ部門）ノミネート 英国アカデミー賞 主演女優賞ノミネート                                                      | 重松朋                                              |
| 2004 | スカーレット・ヨハンソンの百点満点大作戦 The Perfect Score                      | フランチェスカ・カーティス                | 日本劇場未公開 | （吹き替え版なし）                                  |
| 2004 | ママの遺したラヴソング A Love Song for Bobby Long                               | パーシー・ウィル                          | ゴールデングローブ賞 主演女優賞（ドラマ部門）ノミネート                                                                                            | 斉藤梨絵                                            |
| 2004 | 理想の女 A Good Woman                                                           | メグ・ウィンダミア                        | | 小林沙苗                                            |
| 2004 | スポンジ・ボブ/スクエアパンツ The SpongeBob SquarePants Movie                   | ミンディ                                  | 声の出演 | 北西純子                                            |
| 2004 | イン・グッド・カンパニー In Good Company                                        | アレックス・フォアマン                    | | 北西純子                                            |
| 2005 | マッチポイント Match Point                                                      | ノラ・ライス                              | ゴールデングローブ賞 助演女優賞ノミネート | 北西純子                                            |
| 2005 | アイランド The Island                                                           | ジョーダン・2・デルタ / サラ・ジョーダン  | | 甲斐田裕子                                          |
| 2006 | タロットカード殺人事件 Scoop                                                    | サンドラ・プランスキー                    | 山田里奈 |                                                     |
| 2006 | ブラック・ダリア The Black Dahlia                                               | キャサリン・“ケイ”・レイク                | 高橋理恵子 |                                                     |
| 2006 | プレステージ The Prestige                                                       | オリヴィア・ウェンスコンブ                | 水町レイコ |                                                     |
| 2007 | 私がクマにキレた理由 The Nanny Diaries                                          | アニー・ブラドック                        | 小林沙苗 |                                                     |
| 2008 | ブーリン家の姉妹 The Other Boleyn Girl                                          | メアリー・ブーリン                        | 加藤忍（ソフト版） 高橋理恵子（Netflix版） |                                                     |
| 2008 | それでも恋するバルセロナ Vicky Cristina Barcelona                               | クリスティーナ                            | 坂本真綾 |                                                     |
| 2008 | ザ・スピリット The Spirit                                                       | シルケン・フロス                          | 朴璐美 |                                                     |
| 2009 | そんな彼なら捨てちゃえば? He's Just Not That into You                           | アンナ・マークス                          | 北西純子 |                                                     |
| 2010 | アイアンマン2 Iron Man 2                                                        | ナターシャ・ロマノフ / ブラック・ウィドウ | 佐古真弓（劇場公開版） 冬馬由美（テレビ朝日版） |                                                     |
| 2011 | 幸せへのキセキ We Bought a Zoo                                                  | ケリー・フォスター                        | 佐古真弓 |                                                     |
| 2012 | アベンジャーズ The Avengers                                                     | ナターシャ・ロマノフ / ブラック・ウィドウ | 米倉涼子 |                                                     |
| 2012 | ヒッチコック Hitchcock                                                          | ジャネット・リー                          | 藤本喜久子 |                                                     |
| 2013 | ドン・ジョン Don Jon                                                            | バーバラ・シュガーマン                    | 佐古真弓 |                                                     |
| 2013 | アンダー・ザ・スキン 種の捕食 Under the Skin                                    | ローラ                                    | 深見梨加 |                                                     |
| 2013 | her/世界でひとつの彼女 Her                                                      | サマンサ                                  | 声の出演 クリティクス・チョイス・アワード助演女優賞ノミネート                                                                                      | 林原めぐみ                                          |
| 2014 | シェフ 三ツ星フードトラック始めました Chef                                      | モリー                                    | | 林原めぐみ                                          |
| 2014 | キャプテン・アメリカ/ウィンター・ソルジャー Captain America: The Winter Soldier | ナターシャ・ロマノフ / ブラック・ウィドウ | 米倉涼子 |                                                     |
| 2014 | LUCY/ルーシー Lucy                                                              | ルーシー                                  | 佐古真弓 |                                                     |
| 2015 | アベンジャーズ/エイジ・オブ・ウルトロン Avengers: Age of Ultron                 | ナターシャ・ロマノフ / ブラック・ウィドウ | 米倉涼子 |                                                     |
| 2016 | ヘイル、シーザー! Hail, Caesar!                                                 | ディアナ・モラン                          | 佐古真弓 |                                                     |
| 2016 | ジャングル・ブック The Jungle Book                                              | カー                                      | 声の出演 | 朴璐美                                              |
| 2016 | シビル・ウォー/キャプテン・アメリカ Captain America: Civil War                  | ナターシャ・ロマノフ / ブラック・ウィドウ | | 米倉涼子                                            |
| 2016 | SING/シング Sing                                                                | アッシュ                                  | 声の出演 | 長澤まさみ                                          |
| 2017 | ゴースト・イン・ザ・シェル Ghost in the Shell                                   | ミラ・キリアン少佐 / 草薙素子             | | 田中敦子                                            |
| 2017 | ラフ・ナイト 史上最悪!?の独身さよならパーティー Rough Night                     | ジェス                                    | 日本劇場未公開 | 佐古真弓                                            |
| 2017 | マイティ・ソー バトルロイヤル Thor: Ragnarok                                    | ナターシャ・ロマノフ / ブラック・ウィドウ | カメオ出演（クレジットなし） | 米倉涼子                                            |
| 2018 | 犬ヶ島 Isle of Dogs                                                             | ナツメグ                                  | 声の出演 | 遠藤綾                                              |
| 2018 | アベンジャーズ/インフィニティ・ウォー Avengers: Infinity War                    | ナターシャ・ロマノフ / ブラック・ウィドウ | | 米倉涼子                                            |
| 2019 | キャプテン・マーベル Captain Marvel                                             | ナターシャ・ロマノフ / ブラック・ウィドウ | カメオ出演（クレジットなし） | 米倉涼子                                            |
| 2019 | アベンジャーズ/エンドゲーム Avengers: Endgame                                   | ナターシャ・ロマノフ / ブラック・ウィドウ | | 米倉涼子                                            |
| 2019 | マリッジ・ストーリー Marriage Story                                             | ニコール・バーバー                        | Netflixオリジナル映画 アカデミー主演女優賞ノミネート ゴールデングローブ賞 主演女優賞（ドラマ部門）ノミネート 英国アカデミー賞 主演女優賞ノミネート | 松井茜                                              |
| 2019 | ジョジョ・ラビット Jojo Rabbit                                                  | ロージー・ベッツラー                      | アカデミー助演女優賞ノミネート 英国アカデミー賞 助演女優賞ノミネート                                                                               | 浅野まゆみ                                          |
| 2021 | ブラック・ウィドウ Black Widow                                                  | ナターシャ・ロマノフ / ブラック・ウィドウ | 兼製作総指揮 | 米倉涼子                                            |
| 2021 | SING/シング: ネクストステージ Sing 2                                            | アッシュ                                  | 声の出演 | 長澤まさみ                                          |
| 2023 | アステロイド・シティ Asteroid City                                              | ミッジ・キャンベル                        | | 浅野まゆみ                                          |
| 2023 | North Star                                                                      | Katherine                                 | | N/A                                                 |
| 2024 | フライ・ミー・トゥ・ザ・ムーン Fly Me to the Moon                               | ケリー・ジョーンズ                        | 兼製作 | 佐古真弓                                            |
| 2024 | トランスフォーマー/ONE Transformers One                                         | エリータ-1                                | 声の出演 | 吉岡里帆                                            |
| 2024 | SING/シング: Thriller Sing: Thriller                                            | アッシュ                                  | 声の出演 短編映画 | 庄司宇芽香                                          |
| 2025 | ザ・ザ・コルダのフェニキア計画 The Phoenician Scheme                            | “はとこ”ヒルダ                            | |                                                     |
| 2025 | Eleanor the Great                                                               | N/A                                       | 監督 | N/A                                                 |
| 2025 | ジュラシック・ワールド/復活の大地 Jurassic World Rebirth                        | ゾーラ・ベネット                          | | 松本若菜                                            |
| TBA  | Paper Tiger                                                                     | Esther Graff                              | 撮影中 |                                                     |

### テレビ
| 放映年    | 題名                                                      | 役名                        | 備考                                            | 吹き替え |
| --------- | --------------------------------------------------------- | --------------------------- | ----------------------------------------------- | -------- |
| 1995      | The Client                                                | Jenna Halliwell             | 「Pilot」                                       | N/A      |
| 2004      | アントラージュ★オレたちのハリウッド Entourage             | 本人役                      | シーズン1第8話「いざニューヨークへ」 カメオ出演 | 不明     |
| 2006-2024 | サタデー・ナイト・ライブ Saturday Night Live              | ホスト / さまざまな登場人物 | 計13話出演（内6話でホスト）                     | N/A      |
| 2014      | HitRecord on TV                                           | オリヴィア                  | 計1話声の出演                                   | N/A      |
| 2021      | マーベル・スタジオ アッセンブル Marvel Studios: Assembled | 本人                        | 「ブラック・ウィドウの裏側」                    |          |
| 2023      | ストーリーボットがこたえるよ StoryBots: Answer Time       | 本人                        | シーズン2第4話「月」                            | 佐古真弓 |

### ミュージック・ビデオ
- ボブ・ディラン「When the Deal Goes Down」（2006年）
- ジャスティン・ティンバーレイク「What Goes Around...Comes Around」（2007年）
- ウィル・アイ・アム「イエス・ウィ・キャン|Yes We Can」（2008年）

### CM
- 森永乳業「マウントレーニア カフェラッテ」（2006年 - 2008年）
- ユニリーバ・ジャパン 「ラックス スーパーリッチシャイン」（2015年 - 2019年）

## ディスコグラフィー

### アルバム
- レイ・マイ・ヘッド Anywhere I Lay My Head （2008年）
- Break Up（2009年） - ピート・ヨーン（英語版）との連名

## 主な受賞
- 英国アカデミー賞
  - 2003年度 主演女優賞 『ロスト・イン・トランスレーション』
- トロント映画批評家協会賞
  - 2001年度 助演女優賞 『ゴーストワールド』
- ロサンゼルス映画批評家協会賞
  - 2003年度 ニュー・ジェネレーション賞
- ボストン映画批評家協会賞
  - 2003年度 主演女優賞 『ロスト・イン・トランスレーション』
- ハリウッド映画祭
  - 2003年度 ブレクスルー女優賞
- ヴェネツィア国際映画祭
  - 2003年度 ブレイク女優賞 『ロスト・イン・トランスレーション』
- トニー賞
  - 2010年度 トニー賞演劇助演女優賞 『橋からの眺め』
- セザール賞
  - 2014年度 名誉賞

## 日本語吹き替え
主に担当しているのは、以下の二人である。
佐古真弓
『アイアンマン2』（劇場公開版）で初担当。最も多く吹き替えており、現在では「ヨハンソンの吹き替えでお馴染みの佐古」と表されるほどに定着している。また、『マーベル・シネマティック・ユニバース』でのナターシャ・ロマノフ / ブラック・ウィドウ役も『アイアンマン2』では担当していたものの、『アベンジャーズ』以降は米倉涼子に交代している。
浅野まゆみ
『バーバー』など初期の作品から担当。佐古の次に多く吹き替えている。
このほかにも、北西純子、斉藤梨絵、小林沙苗、坂本真綾、高橋理恵子、林原めぐみなども複数回、声を当てている。

## 関連書籍
- 『スカーレット・ヨハンソン 彼女が愛される理由』（ブルース・インターアクションズ、2008年）